# Rosmerta

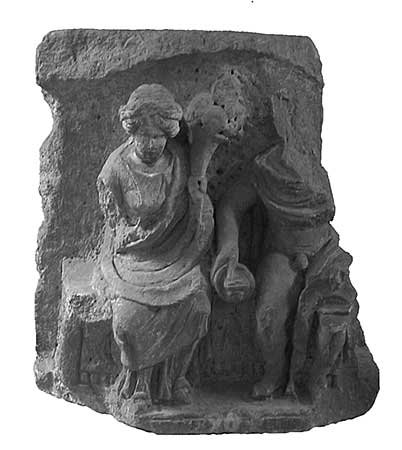
Imagen de Rosmerta y Mercurio en un relieve de Autun. Rosmerta sostiene una cornucopia y a la derecha, Mercurio sostiene una pátera.

En la Mitología celta, Rosmerta era una diosa de la fertilidad y la abundancia, siendo sus atributos de absoluta plenitud similar a la cornucopia. Rosmerta está representada por estatuas e inscripciones. En Galia estaba emparejada con Mercurio, pero en ocasiones se la representaba sola.

## Estatuas
Un bajo relieve de Eisenberg muestra a Mercurio a la derecha y Rosmerta a la izquierda. Ella sostiene un bolso a la derecha y una pátera a la izquierda. La inscripción permite identificar claramente la figura junto a Mercurio. En un par de estatuas de París, mostrando a Mercurio y Rosmerta, ella sostiene una cornucopia y un cestón de fruta.
Rosmerta también aparece en una estatua de bronce de Annecy, Francia, sentada sobre una roca sosteniendo un bolso e, inusualmente, mostrando las alas de Mercurio sobre su cabeza; y en el bajo relieve de Escolives-Sainte-Camille sostiene ambos, una pátera y la cornucopia.

## Inscripciones

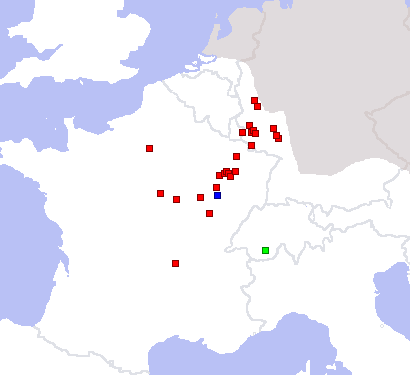
Mapa mostrando la ubicación de inscripciones dedicadas a Rosmerta (en rojo), también Cantismerta (verde) y Atesmerta (azul).

Nicole Jufer y Thierry Luginbühl listaron 27 inscripciones a Rosmerta de Francia, Alemania y Luxemburgo, principalmente las provincias de Galia Bélgica y Germania Superior. También son conocidas dos inscripciones adicionales, una de Dacia. Las siguientes inscripciones son las más típicas: la primera procede de Metz y la segunda es de Eisenberg:
Deo Mercurio et Rosmertae / Musicus Lilluti fil(ius) et sui(s) ex voto
Deo Mercu(rio) / et Rosmer(tae) / M(arcus) Adiuto/rius Mem/{m}or d(ecurio) c(ivitatis) St() / [po]s(uit) l(ibens) m(erito)
En dos inscripciones, ambas de Galia Bélgica, Rosmerta ostenta el epíteto sacrum (sagrada). Una cita más larga de lo habitual se encuentra en Wasserbillig, asociando a Rosmerta con la fundación de un hospital:
Deo Mercurio [et deae Ros]/mertae aedem c[um signis orna]/mentisque omn[ibus fecit] / Acceptus tabul[arius VIvir] / Augustal[is donavit?] / item hospitalia [sacror(um) cele]/brandorum gr[atia pro se libe]/risque suis ded[icavit 3] / Iulias Lupo [et Maximo co(n)s(ulibus)]

## Etimología
Analizando el nombre con las raíces idiomáticas galas, encontramos la palabra Smert que significa proveedor o mensajero y se encuentra en otras palabras como Ad-smerio, Smertu-litani, Smerius, Σμερο, Smertae, Smertus, etc. Ro- es una variante que significa mucho, grande o principal, como puede observarse en combinaciones como Ro-bili ('el mejor'), Ro-cabalus ('gran caballo'), Ρο-βιος ('gran vida') (Delamarre pp. 261-2). El sufijo -a es el singular nominativo femenino típico de la Galia. Por lo tanto el significado sería La Gran Proveedora y se ajusta perfectamente a sus atributos como deidad.